# Patte d’Oie
Patte d’Oie ist einer der 19 Stadtbezirke der Metropole Ville de Dakar, der Hauptstadt Senegals mit dem Status einer Gemeinde (commune). Der Name (deutsch wörtlich: Krähenfuß, hier in der Bedeutung Weggabelung in der Y-Form eines Krähenfußabdrucks) ist abgeleitet von der Lage an der bedeutendsten Straßenkreuzung am Stadtrand von Dakar.

## Geografie
Patte d’Oie liegt als länglich umgrenzter Stadtbezirk im nördlichen Landesinneren der Cap-Vert-Halbinsel. Die Ost-West-Ausdehnung beträgt rund dreieinhalb Kilometer, die Süd-Nord-Ausdehnung liegt bei rund 800 Meter.
Im Westen wird Patte d’Oie von der vierstreifigen Schnellstraße Voie de Dégagement Nord (VDN) begrenzt. Die Südgrenze folgt der Autoroute 1 und der von ihr nach Westen an der „Krähenfuß“-Gabelung abzweigenden Avenue Seydina Limamoulaye, früher als route de l’aéroport bekannt, da sie zum früheren Flughafen Dakar-Léopold Sédar Senghor führte. Die Nordgrenze des Stadtbezirks folgt der nördlichen Zubringerstraße zum Stade Léopold Sédar Senghor und der Route des Niayes. Im Osten reicht Patte d’Oie bis zu der Straße, die von Cambérène nach Süden zur N 1 führt. Benachbart sind im Uhrzeigersinn die Stadtbezirke Hann-Bel Air und Grand Yoff im Süden, Yoff im Westen, Parcelles Assainies im Norden und im Osten, jenseits der Stadtgrenze, liegt der Stadtbezirk Golf Sud der Nachbarstadt Guédiawaye.
Der Stadtbezirk hat eine Fläche von 3,201 km². Er ist, mit Ausnahme der Feuchtgebiete der Niayes im Ostteil, vollständig bebaut und dicht besiedelt. In den Niayes wird intensiver Gartenbau betrieben. Auch stehende Gewässer sind dort zu finden.

## Geschichte
Im Jahr 1996 wurde Patte d’Oie als commune d’arrondissement im Arrondissement de Dakar Plateau zu einem Stadtbezirk der Metropole Ville de Dakar. Im Jahr 2014 erhielt der Stadtbezirk, wie in Senegal alle communes d'arrondissement, den landesweit einheitlichen Status einer Gemeinde (commune).

## Bevölkerung
Die letzten Volkszählungen ergaben für den Stadtbezirk jeweils folgende Einwohnerzahlen:
| Jahr | Einwohner |
| ---- | --------- |
| 1988 | …         |
| 2002 | 27 114    |
| 2013 | 41 106    |
| 2023 | 46.821    |

## Wirtschaft und Infrastruktur
Der Westen des Stadtbezirks wird dominiert vom Stadionareal des Stade Léopold Sédar Senghor, dem Heimatstadion der senegalesischen Fußballnationalmannschaft und des Fußballvereins ASC Jeanne d’Arc.